# Liste der Staatsoberhäupter 1900
Übersicht
◄◄ | ◄ | 1896 | 1897 | 1898 | 1899 | Liste der Staatsoberhäupter 1900 | 1901 | 1902 | 1903 | 1904 | ► | ►►

Weitere Ereignisse

## Afrika
- Ägypten (1882–1914 nominell Bestandteil des osmanischen Reiches, de facto britisches Protektorat)
  - Staatsoberhaupt: Khedive Abbas II. (1892–1914)
  - Regierungschef: Ministerpräsident Mustafa Fahmi Pascha (1891–1893, 1895–1908)
  - Britischer Generalkonsul: Evelyn Baring, 1. Viscount Cromer (1883–1907)

- Äthiopien
  - Staats- und Regierungschef: Kaiser Menelik II. (1898–1913)

- Liberia
  - Staats- und Regierungschef:
    - Präsident William D. Coleman (1896–11. Dezember 1900)
    - Präsident Garretson W. Gibson (11. Dezember 1900–1904) (bis 1902 kommissarisch)

- Oranje-Freistaat
  - Staats- und Regierungschef: Präsident Marthinus Theunis Steyn (1896–1902)

- Südafrikanische Republik
  - Staats- und Regierungschef:
    - Präsident Paul Kruger (1883–10. September 1900)
    - Präsident Schalk Willem Burger (10. September 1900–1902)

## Amerika

### Nordamerika
- Kanada
  - Staatsoberhaupt: Königin Victoria (1867–1901)
    - Generalgouverneur: Gilbert Elliot-Murray-Kynynmound, 4. Earl of Minto (1898–1904)

  - Regierungschef: Premierminister Wilfrid Laurier (1896–1911)

- Mexiko
  - Staats- und Regierungschef: Präsident Porfirio Díaz (1876–1880, 1884–1911)

- Vereinigte Staaten von Amerika
  - Staats- und Regierungschef: Präsident William McKinley (1897–1901)

### Mittelamerika
- Costa Rica
  - Staats- und Regierungschef: Präsident Rafael Yglesias Castro (1894–1902)

- Dominikanische Republik
  - Staats- und Regierungschef: Präsident Juan Isidro Jiménez (1899–1902, 1914–1916)

- El Salvador
  - Staats- und Regierungschef: Präsident Tomás Regalado (1898–1903)

- Guatemala
  - Staats- und Regierungschef: Präsident Manuel José Estrada Cabrera (1898–1920)

- Haiti
  - Staats- und Regierungschef: Präsident Tirésias Simon-Sam (1896–1902)

- Honduras
  - Staats- und Regierungschef: Präsident Terencio Sierra (1899–1903)

- Nicaragua
  - Staats- und Regierungschef: Präsident José Santos Zelaya (1893–1909)

### Südamerika
- Argentinien
  - Staats- und Regierungschef: Präsident Julio Argentino Roca (1880–1886, 1898–1904)

- Bolivien
  - Staats- und Regierungschef: Präsident José Manuel Pando (1899–1904)

- Brasilien
  - Staats- und Regierungschef: Präsident Manuel Ferraz de Campos Sales (1898–1902)

- Chile
  - Staats- und Regierungschef: Präsident Federico Errázuriz Echaurren (1896–1901)

- Ecuador
  - Staats- und Regierungschef: Präsident Eloy Alfaro (1883, 1895–1901)

- Kolumbien
  - Staats- und Regierungschef:
    - Präsident Manuel Antonio Sanclemente (1898–1902)
    - Präsident José Manuel Marroquín (31. Juli 1900–1904) (bis 1902 kommissarisch)

- Paraguay
  - Staats- und Regierungschef: Präsident Emilio Aceval (1898–1902)

- Peru
  - Staatsoberhaupt: Präsident Eduardo López de Romaña (1899–1903)
  - Regierungschef:
    - Ministerpräsident Enrique de la Riva-Agüero y Looz Corswaren  (1899–30. August 1900, 1915–1917)
    - Ministerpräsident Enrique Coronel Zegarra y Cortés (30. August 1900–2. Oktober 1900)
    - Ministerpräsident Domingo Almenara Butler (1900–1901)

- Uruguay
  - Staats- und Regierungschef: Präsident Juan Lindolfo Cuestas (1897–1899, 1899–1903)

- Venezuela
  - Staats- und Regierungschef: Präsident Cipriano Castro (1899–1909)

## Asien

### Ost-, Süd- und Südostasien
- Bhutan
  - Herrscher: Druk Desi Sangye Dorji (1885–1901)

- China
  - Herrscher: Kaiser Guangxu (1875–1908, nominell)
  - Regentin: Kaiserinwitwe Cixi (1898–1908)

- Britisch-Indien
  - Kaiserin: Victoria (1877–1901)
  - Vizekönig: George Curzon (1899–1904)

- Japan
  - Staatsoberhaupt: Kaiser Mutsuhito (1852–1912)
  - Regierungschef:
    - Premierminister Yamagata Aritomo (1898–19. Oktober 1900)
    - Ministerpräsident Graf Itō Hirobumi (19. Oktober 1900–1901)

- Korea
  - Herrscher: Kaiser Gojong (1897–1907)

- Nepal
  - Staatsoberhaupt: König Prithvi (1881–1911)
  - Regierungschef: Ministerpräsident Bir Shamsher Jang Bahadur Rana (1885–1901)

- Siam (heute Thailand)
  - Herrscher: König Chulalongkorn (1868–1910)

### Vorderasien
- Persien (heute Iran)
  - Staatsoberhaupt: Schah Mozaffar ad-Din Schah (1896–1907)
  - Regierungschef: Ministerpräsident Haji Mirza Ali Khan Sinaki (1897–?)

### Zentralasien
- Afghanistan
  - Herrscher: Emir Abdur Rahman Khan (1880–1901)

## Australien und Ozeanien
- Neuseeland
  - Königin: Victoria (1837–1901)
  - Generalgouverneur: Earl of Ranfurly (1897–1904)
  - Premierminister: Richard Seddon (1893–1906)

## Europa
- Andorra
  - Co-Fürsten:
    - Staatspräsident von Frankreich: Émile Loubet (1899–1906)
    - Bischof von Urgell: Salvador Casañas i Pagès (1879–1901)

- Belgien
  - Staatsoberhaupt: König Leopold II. (1865–1909)
  - Regierungschef: Ministerpräsident Paul de Smet de Naeyer (1896–1899, 1899–1907)

- Bulgarien
  - Staatsoberhaupt: Fürst Ferdinand I. (1887–1918) (ab 1908 Zar)
  - Regierungschef: Ministerpräsident Todor Iwantschow (1899–1901)

- Dänemark
  - Staatsoberhaupt: König Christian IX. (1863–1906)
  - Regierungschef:
    - Ministerpräsident Hugo Egmont Hørring (1897–27. April 1900)
    - Ministerpräsident Hannibal Sehested (27. April 1900–1901)

- Deutsches Reich
  - Staatsoberhaupt: Kaiser Wilhelm II. (1888–1918)
  - Regierungschef:
    - Reichskanzler Chlodwig Fürst zu Hohenlohe-Schillingsfürst (1894–17. Oktober 1900)
    - Reichskanzler Bernhard von Bülow (17. Oktober 1900–1909)

  - Anhalt
    - Staatsoberhaupt: Herzog Friedrich I. (1871–1904)
    - Regierungschef: Staatsminister Kurt von Koseritz (1892–1902)

  - Baden
    - Staatsoberhaupt: Großherzog Friedrich I. (1856–1907) (1852–1856 Regent)
    - Regierungschef: Staatsminister Wilhelm Nokk (1893–1901)

  - Bayern
    - Staatsoberhaupt: König Otto I. (1886–1913)
      - Regent: Prinzregent Luitpold (1886–1912)

    - Regierungschef: Vorsitzender im Ministerrat Friedrich Krafft von Crailsheim (1890–1903)

  - Braunschweig
    - Staatsoberhaupt: Regent Prinz Albrecht von Preußen (1885–1906)
    - Regierungschef: Staatsminister Albert von Otto (1889–1911) (1906–1907 Vorsitzender des Regentschaftsrates)

  - Bremen
    - Präsident des Senats: Albert Gröning (1895, 1897, 1900, 1902)

  - Reichsland Elsaß-Lothringen
    - Kaiserlicher Statthalter: Hermann Fürst zu Hohenlohe-Langenburg (1894–1907)
    - Staatssekretär des Ministeriums für Elsaß-Lothringen: Maximilian von Puttkamer (1887–1901)

  - Hamburg
    - Erster Bürgermeister: Johannes Christian Eugen Lehmann (1895, 1898, 1. Januar 1900–15. September 1900)
    - Erster Bürgermeister: Gerhard Hachmann (15. September 1900–1901, 1904)

  - Hessen
    - Staatsoberhaupt: Großherzog Ernst Ludwig (1892–1918)
    - Regierungschef: Präsident des Gesamtministeriums Carl Rothe (1898–1906)

  - Lippe
    - Staatsoberhaupt: Fürst Alexander (1895–1905)
      - Regent: Ernst Graf zur Lippe-Biesterfeld (1897–1904)

    - Regierungschef: Staatsminister Max von Gevekot (1900–1912)

  - Lübeck
    - Bürgermeister: Heinrich Klug (1899–31. Dezember 1900, 1903–1904)

  - Mecklenburg-Schwerin
    - Großherzog: Friedrich Franz IV. (1897–1918) (bis 1901 unter Vormundschaft)
      - Regent: Johann Albrecht (1897–1901)
        - Präsident des Staatsministeriums: Alexander von Bülow (1886–1901)

  - Mecklenburg-Strelitz
    - Staatsoberhaupt: Großherzog Friedrich Wilhelm (1860–1904)
    - Regierungschef: Staatsminister Friedrich von Dewitz (1885–1907)

  - Oldenburg
    - Staatsoberhaupt:
      - Großherzog Peter II. (1853–13. Juni 1900)
      - Großherzog Friedrich August II. (13. Juni 1900–1918)

    - Regierungschef:
      - Staatsminister Günther Jansen (1890–19. August 1900)
      - Staatsminister Wilhelm Friedrich Willich (19. August 1900–1908)

  - Preußen
    - Staatsoberhaupt: König Wilhelm II. (1888–1918)
    - Regierungschef:
      - Ministerpräsident Chlodwig Fürst zu Hohenlohe-Schillingsfürst (1894–17. Oktober 1900)
      - Ministerpräsident Bernhard von Bülow (17. Oktober 1900–1909)

  - Reuß älterer Linie
    - Staatsoberhaupt: Fürst Heinrich XXII. (1859–1902)
    - Regierungschef: Regierungs- und Konsistorialsekretär Theodor von Dietel (1893–17. September 1900)

  - Reuß jüngerer Linie
    - Staatsoberhaupt: Fürst Heinrich XIV. (1867–1913)
    - Regierungschef: Staatsminister Walter Engelhardt (1896–1902)

  - Sachsen
    - Staatsoberhaupt: König Albert (1873–1902)
    - Regierungschef: Vorsitzender des Gesamtministeriums Rudolf Schurig (1895–1901)

  - Sachsen-Altenburg
    - Staatsoberhaupt: Herzog Ernst I. (1853–1908)
    - Regierungschef: Staatsminister Georg von Helldorff (1891–1904)

  - Sachsen-Coburg und Gotha
    - Staatsoberhaupt:
      - Herzog Alfred (1893–30. Juli 1900)
      - Herzog Carl Eduard (30. Juli 1900–1918) (bis 1905 unter Vormundschaft)
        - Regent: Ernst II. Fürst zu Hohenlohe-Langenburg (30. Juli 1900–1905)

      - Regierungschef:
        - Staatsminister Karl Friedrich von Strenge (1891–1900)
        - Staatsminister Otto von Hentig (1900–1905)

  - Sachsen-Meiningen
    - Staatsoberhaupt: Herzog Georg II. (1866–1914)
    - Regierungschef: Leiter des Landesministeriums Friedrich von Heim (1890–1902)

  - Sachsen-Weimar-Eisenach
    - Staatsoberhaupt: Großherzog Karl Alexander (1853–1901)

  - Schaumburg-Lippe
    - Staatsoberhaupt: Fürst Georg (1893–1911)
    - Regierungschef: Staatsminister Friedrich von Feilitzsch (1898–1918)

  - Schwarzburg-Rudolstadt
    - Staatsoberhaupt: Fürst Günther Victor (1890–1918)
    - Regierungschef: Staatsminister Wilhelm Friedrich von Starck (1888–1903)

  - Schwarzburg-Sondershausen
    - Staatsoberhaupt: Fürst Karl Günther (1880–1909)

  - Waldeck und Pyrmont (seit 1968 durch Preußen verwaltet)
    - Fürst: Friedrich (1893–1918)
    - Preußischer Landesdirektor: Johannes von Saldern (1886–1907)

  - Württemberg
    - Staatsoberhaupt: König Wilhelm II. (1891–1918)
    - Regierungschef:
      - Präsident des Staatsministeriums Hermann von Mittnacht (1876–1900)
      - Präsident des Staatsministeriums Maximilian Freiherr Schott von Schottenstein (1900–1901)

- Finnland (1809–1917 autonomes Großfürstentum des Russischen Kaiserreichs)
  - Staatsoberhaupt: Großfürst Nikolaus II. (1894–1917)
    - Generalgouverneur: Nikolai Iwanowitsch Bobrikow (1898–1904)

- Frankreich
  - Staatsoberhaupt: Präsident Émile Loubet (1899–1906)
  - Regierungschef: Präsident des Ministerrates Pierre Waldeck-Rousseau (1899–1902)

- Griechenland
  - Staatsoberhaupt: König: Georg I. (1863–1913)
  - Regierungschef: Ministerpräsident Georgios Theotokis (1899–1901, 1903, 1903–1904, 1905–1909)

- Italien
  - Staatsoberhaupt:
    - König Umberto I. (1878–29. Juli 1900)
    - König Viktor Emanuel III. (29. Juli 1900–1946)

  - Regierungschef:
    - Ministerpräsident Luigi Pelloux (1898–24. Juni 1900)
    - Ministerpräsident Giuseppe Saracco (24. Juni 1900–1901)

- Liechtenstein
  - Staats- und Regierungschef: Fürst Johann II. (1858–1929)

- Luxemburg
  - Staatsoberhaupt: Großherzog Adolf I. (1890–1905) (1839–1866 Herzog von Nassau)
  - Regierungschef: Premierminister Paul Eyschen (1888–1915)

- Monaco
  - Staats- und Regierungschef: Fürst Albert I. (1889–1922)

- Montenegro
  - Fürst: Nikola I. Petrović Njegoš (1860–1918) (ab 1910 König)
  - Regierungschef: Ministerpräsident Bozo Petrovic-Njegos (1879–1905)

- Neutral-Moresnet (1830–1915 unter gemeinsamer Verwaltung von Belgien und Preußen)
  - Staatsoberhaupt: König von Belgien Leopold II. (1865–1909)
    - Kommissar: Fernand Bleyfuesz (1889–1915, 1918–1920)

  - Staatsoberhaupt: König von Preußen Wilhelm II. (1888–1918)
    - Kommissar: Alfred Gülcher (1893–1909)

  - Bürgermeister: Hubert Schmetz (1885–1915)

- Niederlande
  - Staatsoberhaupt: Königin Wilhelmina (1890–1948)
  - Regierungschef: Ministerpräsident Nicolaas Pierson (1897–1901)

- Norwegen (1814–1905 Personalunion mit Schweden)
  - Staatsoberhaupt: König Oskar II. (1872–1905) (1872–1907 König von Schweden)
  - Regierungschef: Ministerpräsident Johannes Steen (1891–1893, 1898–1902)

- Osmanisches Reich
  - Staatsoberhaupt: Sultan Abdülhamid II. (1876–1909)
  - Regierungschef: Großwesir Halil Rıfat Pascha (1895–1901)

- Österreich-Ungarn
  - Staatsoberhaupt: Kaiser Franz Joseph I. (1848–1916)
  - Regierungschef von Cisleithanien:
    - Ministerpräsident Heinrich Ritter von Wittek (1899–18. Januar 1900) (kommissarisch)
    - Ministerpräsident Ernest von Koerber (19. Januar 1900–1904, 1916)

  - Regierungschef von Transleithanien: Ministerpräsident Kálmán Széll (1899–1903)

- Portugal
  - Staatsoberhaupt: König Karl I. (1889–1908)
  - Regierungschef:
    - Ministerpräsident José Luciano de Castro (1886–1890, 1897–26. Juli 1900, 1904–1906)
    - Ministerpräsident Ernesto Rodolfo Hintze Ribeiro (1893–1897, 26. Juli 1900–1904, 1906)

- Rumänien
  - Staatsoberhaupt: König Karl I. (1866–1914) (bis 1881 Fürst)
  - Regierungschef:
    - Ministerpräsident Gheorghe Cantacuzino (1899–19. Juli 1900, 1905–1907)
    - Ministerpräsident Petru Carp (19. Juli 1900–1901, 1911–1912)

- Russland
  - Staats- und Regierungschef: Kaiser Nikolaus II. (1894–1917)

- San Marino
  - Capitani Reggenti: Federico Gozi (1872–1873, 1879–1880, 1884–1885, 1888–1889, 1892, 1895–1896, 1899–1. April 1900, 1903) und Silvestro Vita (1892, 1899–1. April 1900)
  - Capitani Reggenti: Domenico Fattori (1857, 1861–1862, 1866–1867, 1870–1871, 1874–1875, 1878, 1881–1882, 1886, 1889–1890, 1895, 1. April 1900–1. Oktober 1900, 1914) und Antonio Righi (1884–1885, 1888–1889, 1895, 1. April–1. Oktober 1900)
  - Capitani Reggenti: Giovanni Bonelli (1896, 1. Oktober 1900–1901) und Pietro Ugolini (1854, 1871, 1877–1878, 1886–1887, 1890–1891, 1. Oktober 1900–1901)
  - Regierungschef: Liste der Außenminister San Marinos Domenico Fattori (1855–1910)

- Schweden (1814–1905 Personalunion mit Norwegen)
  - Staatsoberhaupt: König Oskar II. (1872–1907) (1872–1905 König von Norwegen)
  - Regierungschef:
    - Ministerpräsident Erik Gustaf Boström (1891–12. September 1900, 1902–1905)
    - Ministerpräsident Fredrik von Otter (12. September 1900–1902)

- Schweiz[1]
  - Bundespräsident: Walter Hauser (1892, 1900)
  - Bundesrat:
    - Adolf Deucher (1883–1912)
    - Walter Hauser (1889–1902)
    - Josef Zemp (1892–1908)
    - Eduard Müller (1895–1919)
    - Ernst Brenner (1897–1911)
    - Robert Comtesse (1. Januar 1900–1912)
    - Marc-Emile Ruchet (1. Januar 1900–1912)

- Serbien
  - König Alexander I. Obrenović (1889–1903)
  - Regierungschef:
    - Ministerpräsident Vladan Đorđević (1897–24. Juli 1900)
    - Ministerpräsident Aleksa Jovanović (24. Juli 1900–1901)

- Spanien
  - Staatsoberhaupt: König: Alfons XIII. (1886–1941)
    - Regentin: Maria Christina von Österreich (1885–1902)

  - Regierungschef:
    - Ministerpräsident Francisco Silvela Le Vielleuze (1899–23. Oktober 1900, 1902–1903)
    - Ministerpräsident Marcelo Azcárraga Palmero (1897, 23. Oktober 1900–1901, 1904–1905)

- Vereinigtes Königreich:
  - Staatsoberhaupt: Königin Victoria (1837–1901)
  - Regierungschef: Premierminister Robert Gascoyne-Cecil, 3. Marquess of Salisbury (1885–1886, 1886–1892, 1895–1902)